# (236111) Wolfgangbüttner
(236111) Wolfgangbüttner ist ein Asteroid des Hauptgürtels, der am 7. September 2005 von Martin Fiedler vom Astroclub Radebeul e.V. an der Volkssternwarte Adolph Diesterweg in Radebeul entdeckt wurde.
Der Asteroid wurde am 3. Juli 2012 nach einem Mitarbeiter der Volkssternwarte Adolph Diesterweg, Wolfgang Büttner (1905–1998), benannt.